# 証明妨害の法理
証明妨害の法理（しょうめいぼうがいのほうり）とは、訴訟手続きにおいて、証明責任を負わない当事者が、挙証責任を負う当事者の証拠の収集・提出（立証）を困難にしたり、妨げた場合に、妨害された立証責任を負う当事者に対して、有利に取り扱う法理をいう。単に、立証妨害または証明妨害ともいう。

## 概要
証明妨害の法的基礎は、事案の解明を損なう義務違反行為（不作為も含む）により、相手方の証拠提出を妨げる場合には、訴訟上の制裁をもって調整がはかられる とされる。
これについては、法律に規定のある場合もあるが、それに限られない。

## 要件
- 客観的要件

1. 広い意味での証拠保存義務違反、あるいは事案解明の協力義務に対する違反が、存在すること（義務違反）
2. こうした義務違反によって、要件事実の解明不能が起こり（因果関係）、証明責任を負う者に事案の解明を期待し得ないこと[3]。

- 主観的要件

1. 義務違反が、有責的な（schuldhaft）ものであること（帰責事由）
2. 義務違反行為が、公平な訴訟追行の要請に反するもの（規範的評価）[3]

## 法律に規定のある場合
- 民事訴訟法208条（当事者尋問に不出頭・陳述拒否した場合）
- 民事訴訟法224条（当事者が文書提出命令に従わない場合）
- 民事訴訟法232条1項・224条準用（当事者が検証目的の不提出・不送付の場合）

## 法律に規定のない場合
- 判例（東京高裁平成3年1月30日判決、判例時報1381号）

裁判所は、要件事実の内容、妨害された証拠の内容や形態、他の証拠の確保の難易性、当該事案における妨害された証拠の重要性、経験則などを総合考慮して、事案に応じて、
1. 挙証者の主張事実を、事実上推定するか、
2. 証明妨害の程度に応じ、裁量的に挙証者の主張事実を真実として擬制するか、
3. 挙証者の主張事実について、証明度の軽減を認めるか、
4. 立証の転換をし、挙証者の主張の反対事実の立証責任を相手方に負わせるか

を決すべきである。